# Cristina Ali Farah
Pour les articles homonymes, voir Farah.
Cristina Ali Farah, née en 1973 à Vérone (Italie), est une écrivaine italo-somalienne.

## Biographie
Née en Italie d'un père somalien et d'une mère italienne, Cristina Ali Farah vit à Mogadiscio (Somalie) de 1976 à 1991. Elle y fréquente l'école italienne. En 1991, après le déclenchement de la guerre civile, elle trouve refuge à Pécs (Hongrie), puis retourne dans sa ville natale avant de s'installer à Rome, en 1997, où elle obtient en 2001 une maîtrise de lettres à l'université La Sapienza de Rome.
Elle s'occupe à partir de 1999 d'apprentissage interculturel avec des projets en direction des étudiants, des professeurs et des femmes immigrées. Les activités portent sur les thèmes du récit, de la littérature postcoloniale et de la migration. Elle collabore dans ce domaine avec de nombreuses associations et ONG italiennes, dont : Cies, Candelaria, Kel'lam, le Forum pour l'Interculture de Caritas, Prezzemolo.
Grâce à l'association Circolo Gianni Bosio, elle s'est occupée du recueil de récits de femmes émigrées habitant Rome et a organisé plusieurs évènements littéraires, par exemple ceux de « Voci Afroitaliane » (Voix afroitaliennes) et « Lettere migranti » (Lettres migrantes).
Elle contribue ensuite aux études sur le somali auprès du département de linguistique de l'université de Rome 3, où elle participe aux rencontres « Scritture migranti » (écritures migrantes) en novembre-décembre 2004 au Capitole. Elle intervient lors du 5e « Écrivains migrants » organisé par la revue littéraire Sagarana en juillet 2005.
Au Festival de littérature de Mantoue, en septembre 2007, elle participe en tant que rapporteuse au WikiAfrica Workshop et à WikiAfrica Postcard, projets et évènements conçus par la fondation Lettera 27. En octobre de la même année elle discute des thèmes de la diaspora et de l'exil en Somalie dans le cadre de « Les dernières caravanes de la Corne de l'Afrique » à Milan.

### Journaliste
Elle est présidente de l'agence Migra et rédactrice pour le journal Caffè. Elle collabore avec d'autres revues et journaux italiens comme La Repubblica, Malepeggio, l’Europeo, Nigrizia, Carta, Magiordomus, Accattone, Liberazione.

### Écrivaine
En Italie ses récits et poésies ont été publiés dans différentes revues comme Nuovi Argomenti, Quaderni del 900, Pagine, Sagarana, El Ghibli, Caffè et Crocevia et dans les anthologies Ai confini del verso. Poesia della migrazione in italiano (Aux frontières du vers. Poésie de la migration) et A New Map: The poetry of Migrant Writers in Italy (Nouvelle carte : poésie des écrivains émigrés en Italie) dirigées par Mia Lecomte (avec Luigi Bonaffini pour le seconde).
En 2006, Cristina Ali Farah gagne le concours littéraire national « Lingua Madre » du Centre d'études et de documentation « Pensées féminines » de la ville de Turin en collaboration avec la Foire internationale du livre de Turin.
[Quand ?]Giovanna Bellesia et Victoria Offredi Poletto, du Smith College, ont traduit quelques-uns de ses textes : «Interamente » (Entièrement), « RapdiPunt » et « Madre piccola » (Petite Mère), publiés ensuite dans la revue de traduction littéraire Methamorphoses.
En 2007, elle publie (en Italie) son premier roman Madre piccola (Petite Mère). En 2023, une traduction en français de François-Michel Durazzo est publiée aux Éditions Zulma.

## Publications
- « Ai confini del verso. Poesia della migrazione in italiano », (Aux frontières du vers. Poésie de la migration) Le Lettere, Florence, 2006.
- A New Map: The poetry of Migrant Writers in Italy, (Une nouvelle carte : poésie des écrivains émigrés en Italie), textes recueillis par Mia Lecomte et Luigi Bonaffini, Green Integer, Los Angeles, 2007.
- Madre piccola  (trad. de l'italien par François-Michel Durazzo), Zulma, 2023 (1re éd. 2007) (ISBN 979-1038701748)
- Quelques poèmes traduits en français (2014).